# Igreja de São João Batista (Lumiar)
A Igreja de São João Batista ou Igreja Paroquial do Lumiar situa-se em Lisboa, na freguesia de Lumiar e integra o núcleo do Paço do Lumiar, em conjunto com o Palácio do Monteiro-Mor, o Museu Nacional do Traje e o Museu Nacional do Teatro e da Dança. O amplo adro, integra um cruzeiro datado de 1619 conforme inscrição na sua base.
Mandada erigir originalmente em 1276 por D. Mateus, então bispo de Lisboa em terrenos que pertenciam a D. Afonso III, tinha apenas uma nave e invocava São João Batista e o Apóstolo São Mateus. 

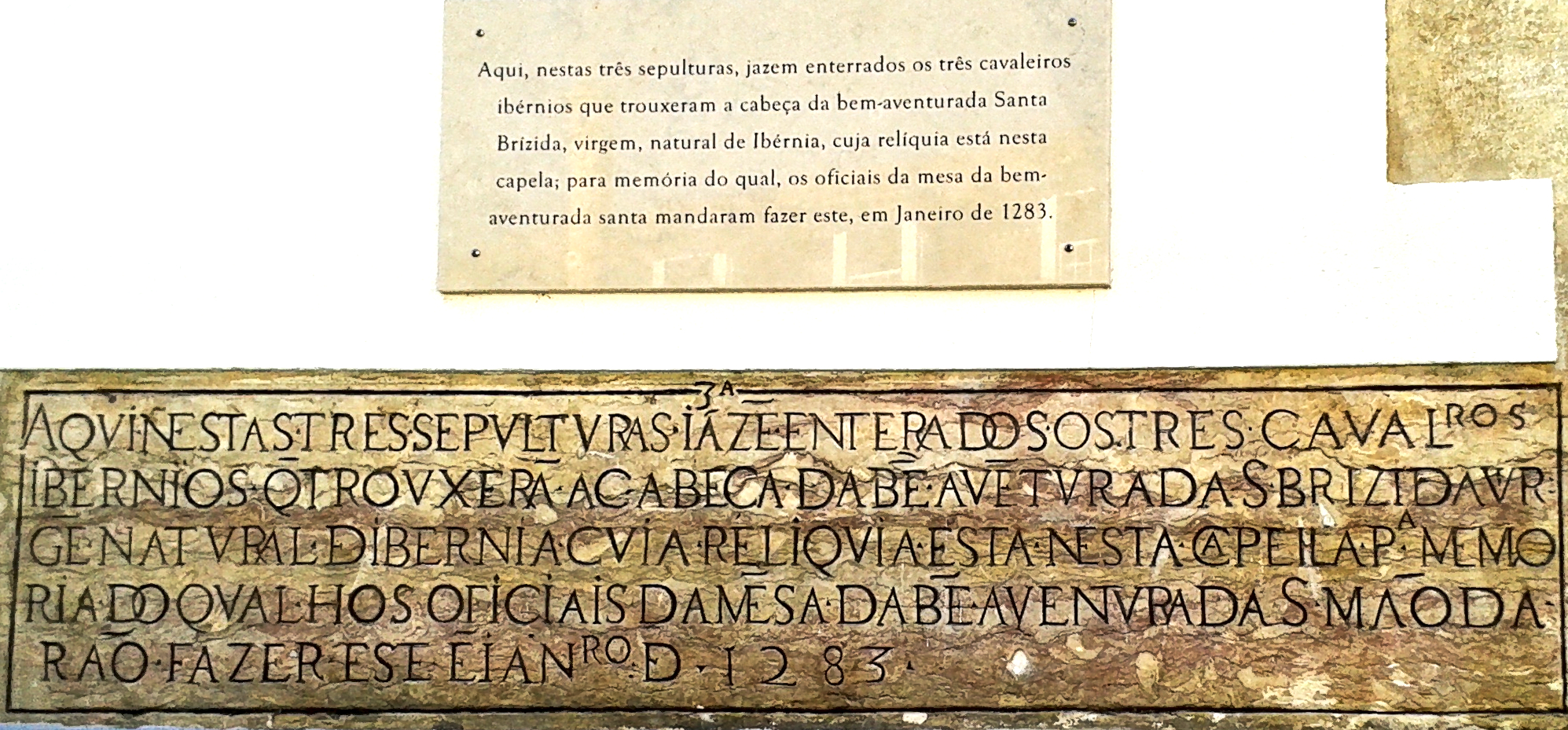
Legenda evocando a lenda de Santa Brígida na Igreja Paroquial do Lumiar

No século XVI e seguintes, foram realizadas obras profundas que alteraram o edifício, sendo agora formada por três naves e torre sineira com quatro sinos e inclui ainda a capela dedicada a Santa Brígida, onde se guarda o crânio da santa trazido por três cavaleiros 'Ibernios' que também repousam no local.